# Mozavaptan
Mozavaptan (INN) là một chất đối vận thụ thể vasopressin được bán bởi Otsuka. Tại Nhật Bản, nó đã được phê duyệt vào tháng 10 năm 2006 vì hạ natri máu (nồng độ natri trong máu thấp) do hội chứng hormone chống bài niệu không phù hợp (SIADH) do khối u sản xuất ADH.